# Carlos Babington
Carlos Alberto Babington, apelidado "El Inglés" ("O inglês"); (Buenos Aires, 20 de setembro de 1949) é um ex-futebolista argentino, que jogou como atacante e representou a seleção nacional de seu país na Copa do Mundo da Alemanha, em 1974. Atualmente exerce o cargo de presidente do Club Atlético Huracán, clube que defendeu durante boa parte de sua carreira.
Nascido em Buenos Aires, Babington começou sua carreira no mesmo Huracán, em 1969, e fez parte do time que venceu o Campeonato Metropolitano de 1973. No ano seguinte transferiu-se para uma equipe alemã, SG Wattenscheid 09, após também considerar uma oferta do Stoke City, por sua ascendência inglesa.
Babington retornou ao Huracán em 1979, e jogou para o clube até 1982, quando se mudou para a Flórida, Estados Unidos, onde defendeu a equipe do Tampa Bay Rowdies. Acabou se aposentando do futebol naquele mesmo ano.
Marcou 126 gols pelo Huracán, durante seus oito anos no clube, que também treinou entre 1988 e 1991, e do qual tornou-se presidente em 2005.